# Kirbiš
Kirbiš je priimek v Sloveniji, ki ga je po podatkih Statističnega urada Republike Slovenije na dan 1. januarja 2010 uporabljalo 493 oseb.

## Znani nosilci priimka
- Andrej Kirbiš (*1970), veterinarski mikrobiolog, univ. prof.
- Andrej Kirbiš (*1982), sociolog, strokovnjak za politično kulturo
- Anita Kirbiš, fotografinja
- Dušan Kirbiš (*1953), slikar in grafik
- Egon Kirbiš, glasbenik
- Franc Kirbiš (*1954), kegljavec
- Janez Kirbiš (1950 - 2024), kardiovaskularni kirurg
- Jure Kirbiš, umetnostni zgodovinar, kustos
- Lojze Kirbiš (1919 - 2005), ljubiteljski slikar; tekstilec
- Mojca Kirbiš (*1981), literarna publicistka, prevajalka
- Mojca Kirbiš Hajdinjak (*1978), nevrologinja, psihologinja?
- Monika Kirbiš Rojs, ekonomistka, državna sekretarka
- Nada Kirbiš, novinarka